# 大宮神社 (船橋市)
大宮神社（おおみやじんじゃ）は、千葉県船橋市にある神社。旧社格は村社。例祭の神楽が有名。

## 概要
創建は中世の頃と伝えられ、旧上飯山満村高野の鎮守であった。神社は、旧集落の東のはずれに位置している。この地は、昔から蛇が多く、里人を苦しめたことから祀られたと言われている。別名蒟蒻神社とも言われ、これは明治時代にこの周辺の村々で盛んにコンニャクの栽培が行われたことに由来する。

## 祭神
- 素盞嗚尊

## 行事
毎年1月7日夜と10月23日夜に例祭が行われ、神楽が舞われる。この神楽は、古くから村が成立し農業が盛んであった飯山満の地で、独自の工夫を加えられたもので、古い装束や箱に文久・安政の文字がみられることから、江戸時代末頃には既に演じられていた。現在伝えられている演目は12座で、そのうち演目「神功皇后」が舞われるのは船橋市内で大宮神社だけである。

## 文化財

### 船橋市指定無形民俗文化財
- 飯山満町大宮神社の神楽 - 1995年、指定。

## 交通
- 東葉高速線飯山満駅徒歩5分
- 京成松戸線前原駅徒歩10分